# 함남평야
함남평야(咸南平野)는 함경남도 연안에 발달한 평야인데 함흥평야·정평평야·영흥평야·안변평야 등으로 구분된다. 이것은 전지역을 대관하면 평탄지라고는 할 수 없으나, 각 평야의 자연·인문 등 여러 조건이 동일하여 통일적 지역을 이루고 있는 데서 함흥평야라 속칭하고 있다. 평야는 대체로 동반부는 성청강·용흥강과 그 지류인 덕지강 및 전탄강(箭灘江)·안변 남대천 등 여러 하천이 서부 산지에서 운반한 토사의 퇴적에 의하여 이루어진 충적평야로 일찍부터 개척된 이 지방의 대(大) 농업지대이다.